# Regierung Turnbull II

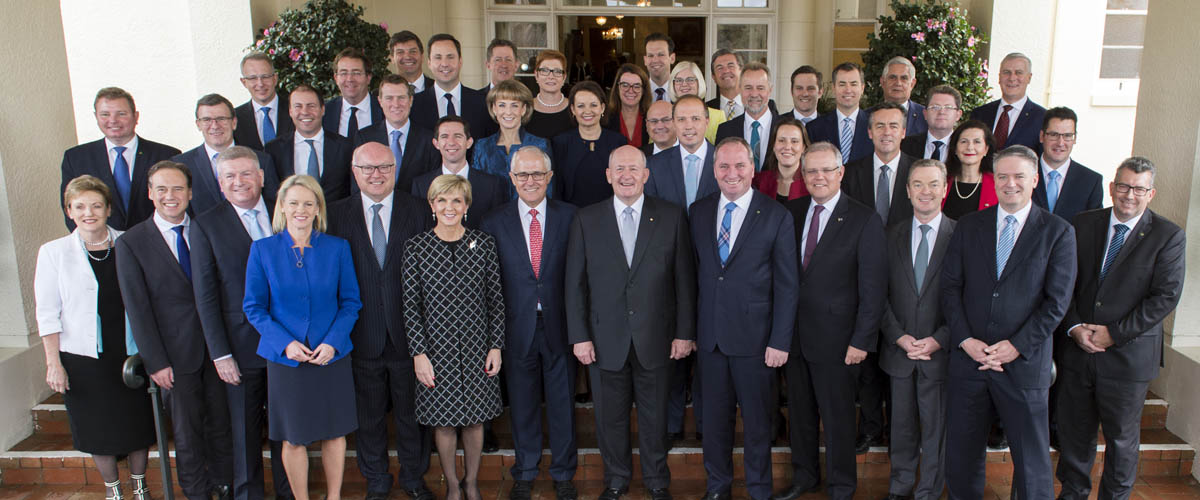
Generalgouverneur Peter Cosgrove und die Regierung Turnbull ii 2016

Die Regierung Turnbull II regierte Australien vom 19. Juli 2016 bis zum 28. August 2018. Es handelte sich um eine Koalitionsregierung von Liberal Party (LIB) und National Party (NPA).
Tony Abbott war seit dem 18. September 2013 Premierminister einer Koalitionsregierung von Liberal Party und National Party. Am 15. September 2015 unterlag Abbott bei einer Abstimmung über den Parteivorsitz seinem parteiinternen Rivalen Malcolm Turnbull, der ihn auch als Premierminister ablöste. Bei der Parlamentswahlen am 2. Juli 2016 gewann die Labor Party hinzu, verfehlte jedoch mit 69 der 150 Parlamentssitze die absolute Mehrheit. Die Liberal Party stellte 60 Abgeordnete, die National Party 16. Turnbull blieb Premierminister einer Koalition von Liberalen und National Party. Nach der Abstimmungsniederlage Turnbulls um den Parteivorsitz der Liberalen gegen Schatzminister Scott Morrison am 24. August 2018 übernahm Morrison auch das Amt des Premierministers.

## Ministerliste
| Kabinett                                                                    | Kabinett                   | Kabinett                         | Kabinett                             | Kabinett |
| Amt                                                                         | Minister                   | Partei                           | Amtszeit                             | Bild     |
| --------------------------------------------------------------------------- | -------------------------- | -------------------------------- | ------------------------------------ | -------- |
| Premierminister                                                             | Malcolm Turnbull           | LIB                              | 19. Juli 2016 – 28. August 2018      |          |
| Minister für Ureinwohner                                                    | Nigel Scullion             | CLP                              | 19. Juli 2016 – 28. August 2018      |          |
| Frauenministerin                                                            | Michaelia Cash             | LIB                              | 19. Juli 2016 – 20. Dezember 2017    |          |
| Frauenministerin                                                            | Kelly O’Dwyer              | LIB                              | 20. Dezember 2017 – 28. August 2018  |          |
| Kabinettssekretär                                                           | Arthur Sinodinos           | LIB                              | 19. Juli 2016 – 24. Januar 2017      |          |
| stellvertretender Premierminister                                           | Barnaby Joyce              | NPA                              | 19. Juli 2016 – 26. Februar 2018     |          |
| stellvertretender Premierminister                                           | Michael McCormack          | NPA                              | 26. Februar 2018 – 28. August 2018   |          |
| Minister für Infrastruktur und Verkehr                                      | Darren Chester             | NPA                              | 19. Juli 2016 – 20. Dezember 2017    |          |
| Minister für Infrastruktur und Verkehr                                      | Barnaby Joyce              | NPA                              | 20. Dezember 2017 – 26. Februar 2018 |          |
| Minister für Infrastruktur und Verkehr                                      | Michael McCormack          | NPA                              | 26. Februar 2018 – 28. August 2018   |          |
| Außenministerin                                                             | Julie Bishop               | LIB                              | 19. Juli 2016 – 28. August 2018      |          |
| Minister für Handel, Tourismus und Investitionen                            | Steven Ciobo               | LIB                              | 19. Juli 2016 – 28. August 2018      |          |
| Generalstaatsanwalt                                                         | George Brandis             | LIB                              | 19. Juli 2016 – 20. Dezember 2017    |          |
| Generalstaatsanwalt                                                         | Christian Porter           | LIB                              | 20. Dezember 2017 – 28. August 2018  |          |
| Vizepräsident des Executive Council                                         | George Brandis             | LIB                              | 19. Juli 2016 – 20. Dezember 2017    |          |
| Vizepräsident des Executive Council                                         | Mathias Cormann            | LIB                              | 20. Dezember 2017 – 28. August 2018  |          |
| Schatzminister                                                              | Scott Morrison             | LIB                              | 19. Juli 2016 – 28. August 2018      |          |
| Ministerin für Staatseinkünfte und Finanzdienstleistungen                   | Kelly O’Dwyer              | LIB                              | 19. Juli 2016 – 28. August 2018      |          |
| Ministerin für regionale Kommunikation                                      | Fiona Nash                 | NPA                              | 19. Juli 2016 – 27. Oktober 2017     |          |
| Ministerin für regionale Kommunikation                                      | Mitch Fifield              | LIB                              | 27. Oktober 2017 – 20. Dezember 2017 |          |
| Ministerin für regionale Kommunikation                                      | Bridget McKenzie           | NPA                              | 20. Dezember 2017 – 28. August 2018  |          |
| Minister/in für regionale Entwicklung                                       | Fiona Nash                 | NPA                              | 19. Juli 2016 – 27. Oktober 2017     |          |
| Minister/in für regionale Entwicklung                                       | Darren Chester             | NPA                              | 27. Oktober 2017 – 20. Dezember 2017 |          |
| Minister/in für lokale Regierung und Territorien                            | Fiona Nash                 | NPA                              | 19. Juli 2016 – 27. Oktober 2017     |          |
| Minister/in für lokale Regierung und Territorien                            | Darren Chester             | NPA                              | 27. Oktober 2017 – 20. Dezember 2017 |          |
| Minister für regionale Entwicklung, lokale Regierung und Territorien        | John McVeigh               | LIB                              | 20. Dezember 2017 – 28. August 2018  |          |
| Finanzminister                                                              | Mathias Cormann            | LIB                              | 19. Juli 2016 – 28. August 2018      |          |
| Minister für Landwirtschaft und Wasserressourcen                            | Barnaby Joyce              | NPA                              | 19. Juli 2016 – 27. Oktober 2017     |          |
| Minister für Landwirtschaft und Wasserressourcen                            | Malcolm Turnbull           | LIB                              | 27. Oktober 2017 – 6. Dezember 2017  |          |
| Minister für Landwirtschaft und Wasserressourcen                            | Barnaby Joyce              | NPA                              | 6. Dezember 2017 – 20. Dezember 2017 |          |
| Minister für Landwirtschaft und Wasserressourcen                            | David Littleproud          | NPA                              | 20. Dezember 2017 – 28. August 2018  |          |
| Minister für Industrie, Innovation und Wissenschaft                         | Greg Hunt                  | LIB                              | 19. Juli 2016 – 24. Januar 2017      |          |
| Minister für Industrie, Innovation und Wissenschaft                         | Arthur Sinodinos           | LIB                              | 24. Januar 2017 – 28. August 2018    |          |
| Minister für Rohstoffe und Nordaustralien                                   | Matthew Canavan            | LIB                              | 19. Juli 2016 – 27. Juli 2017        |          |
| Minister für Rohstoffe und Nordaustralien                                   | Barnaby Joyce              | NPA                              | 27. Juli 2017 – 27. Oktober 2017     |          |
| Minister für Rohstoffe und Nordaustralien                                   | Matthew Canavan            | LIB                              | 27. Oktober 2017 – 28. August 2018   |          |
| Innenminister                                                               | Peter Dutton               | LIB                              | 20. Dezember 2017 – 28. August 2018  |          |
| Minister für Einwanderung und Grenzschutz                                   | Peter Dutton               | LIB                              | 19. Juli 2016 – 28. August 2018      |          |
| Minister für Umwelt und Energie                                             | Josh Frydenberg            | LIB                              | 19. Juli 2016 – 28. August 2018      |          |
| Ministerin für Gesundheit und Altenbetreuung                                | Sussan Ley                 | LIB                              | 19. Juli 2016 – 13. Januar 2017      |          |
| Gesundheitsminister                                                         | Greg Hunt                  | LIB                              | 24. Januar 2017 – 28. August 2018    |          |
| Ministerin für ländliche Gesundheit                                         | Bridget McKenzie           | NPA                              | 20. Dezember 2017 – 28. August 2018  |          |
| Sportminister/in                                                            | Sussan Ley                 | LIB                              | 19. Juli 2016 – 24. Januar 2017      |          |
| Sportminister/in                                                            | Greg Hunt                  | LIB                              | 24. Januar 2017 – 20. Dezember 2017  |          |
| Sportminister/in                                                            | Bridget McKenzie           | NPA                              | 20. Dezember 2017 – 28. August 2018  |          |
| Verteidigungsministerin                                                     | Marise Payne               | LIB                              | 19. Juli 2016 – 28. August 2018      |          |
| Minister für die Rüstungsindustrie                                          | Christopher Pyne           | LIB                              | 19. Juli 2016 – 28. August 2018      |          |
| Minister für Kommunikation                                                  | Mitch Fifield              | LIB                              | 19. Juli 2016 – 28. August 2018      |          |
| Kulturminister                                                              | Mitch Fifield              | LIB                              | 19. Juli 2016 – 28. August 2018      |          |
| Arbeitsministerin                                                           | Michaelia Cash             | LIB                              | 19. Juli 2016 – 20. Dezember 2017    |          |
| Ministerin für Arbeitsplätze und Innovation                                 | Michaelia Cash             | LIB                              | 20. Dezember 2017 – 28. August 2018  |          |
| Sozialminister                                                              | Christian Porter           | LIB                              | 19. Juli 2016 – 20. Dezember 2017    |          |
| Sozialminister                                                              | Dan Tehan                  | LIB                              | 20. Dezember 2017 – 28. August 2018  |          |
| Minister für Bildung und Ausbildung                                         | Simon Birmingham           | LIB                              | 19. Juli 2016 – 28. August 2018      |          |
|                                                                             |                            |                                  |                                      |          |
| Juniorminister                                                              |                            |                                  |                                      |          |
| Minister für Human Services                                                 | Alan Tudge                 | LIB                              | 19. Juli 2016 – 20. Dezember 2017    |          |
| Minister für Human Services                                                 | Michael Keenan             | LIB                              | 20. Dezember 2017 – 28. August 2018  |          |
| Justizminister                                                              | Michael Keenan             | LIB                              | 19. Juli 2016 – 20. Dezember 2017    |          |
| Minister für Kleinunternehmen                                               | Michael McCormack          | NPA                              | 19. Juli 2016 – 20. Dezember 2017    |          |
| Minister für Klein- und Familienunternehmen, Arbeitsplatz und Deregulierung | Craig Laundy               | LIB                              | 20. Dezember 2017 – 28. August 2018  |          |
| Minister für städtische Infrastruktur                                       | Paul Fletcher              | LIB                              | 18. Februar 2016 – 20. Dezember 2017 |          |
| Minister für städtische Infrastruktur und Städte                            | Paul Fletcher              | LIB                              | 20. Dezember 2017 – 28. August 2018  |          |
| Minister/in für internationale Entwicklung und den Pazifik                  | Concetta Fierravanti-Wells | LIB                              | 19. Juli 2016 – 28. August 2018      |          |
| Special Minister of State                                                   | Scott Ryan                 | LIB                              | 19. Juli 2016 – 13. November 2017    |          |
| Special Minister of State                                                   | Mathias Cormann            | LIB                              | 13. November 2017 – 28. August 2018  |          |
| Minister für Altenbetreuung                                                 | Ken Wyatt                  | LIB                              | 24. Januar 2017 – 28. August 2018    |          |
| Minister für Gesundheit der Ureinwohner                                     | Ken Wyatt                  | LIB                              | 24. Januar 2017 – 28. August 2018    |          |
| Minister für Veteranen                                                      | Dan Tehan                  | LIB                              | 19. Juli 2016 – 20. Dezember 2017    |          |
| Minister für Veteranen                                                      | Michael McCormack          | NPA                              | 20. Dezember 2017 – 5. März 2018     |          |
| Minister für Verteidigungspersonal                                          | Dan Tehan                  | LIB                              | 19. Juli 2016 – 20. Dezember 2017    |          |
| Minister für Verteidigungspersonal                                          | Michael McCormack          | NPA                              | 20. Dezember 2017 – 5. März 2018     |          |
| Minister für Strafverfolgung und Cybersicherheit                            | Angus Taylor               | LIB                              | 20. Dezember 2017 – 28. August 2018  |          |
| Minister für Staatsbürgerschaft und multikulturelle Angelegenheiten         | Alan Tudge                 | LIB                              | 20. Dezember 2017 – 28. August 2018  |          |
|                                                                             |                            |                                  |                                      |          |
| Assistant Minister und parlamentarische Staatssekretäre                     |                            |                                  |                                      |          |
| Assistant Minister beim Premierminister                                     | James McGrath              | LIB                              | 19. Juli 2016 – 28. August 2018      |          |
| Assistant Minister für den Öffentlichen Dienst beim Premierminister         | Michaelia Cash             | LIB                              | 19. Juli 2016 – 20. Dezember 2017    |          |
| Assistant Minister für den Öffentlichen Dienst beim Premierminister         | Kelly O’Dwyer              | LIB                              | 20. Dezember 2017 – 28. August 2018  |          |
| Assistant Minister für Terrorismusbekämpfung beim Premierminister           | Michael Keenan             | LIB                              | 19. Juli 2016 – 20. Dezember 2017    |          |
| Assistant Minister für Cybersicherheit beim Premierminister                 | Dan Tehan                  | LIB                              | 19. Juli 2016 – 20. Dezember 2017    |          |
| Assistant Minister für die ANZAC-Hundertjahrfeier beim Premierminister      | Dan Tehan                  | LIB                              | 19. Juli 2016 – 20. Dezember 2017    |          |
| Michael McCormack                                                           | NPA                        | 20. Dezember 2017 – 5. März 2018 |                                      |          |
| Darren Chester                                                              | NPA                        | 5. März 2018 – 28. August 2018   |                                      |          |
| Assistant Minister für die Regulierungsreform                               | James McGrath              | LIB                              | 10. März 2017 – 20. Dezember 2017    |          |
| Assistant Minister für Städte und digitale Transformation                   | Angus Taylor               | LIB                              | 19. Juli 2016 – 20. Dezember 2017    |          |
| Assistant Minister für digitale Transformation beim Premierminister         | Michael Keenan             | LIB                              | 20. Dezember 2017 – 28. August 2018  |          |
| Assistant Minister beim Kabinettsekretär                                    | Scott Ryan                 | LIB                              | 19. Juli 2016 – 24. Januar 2017      |          |
| Assistant Minister für Kabinettsangelegenheiten beim Premierminister        | Scott Ryan                 | LIB                              | 24. Januar 2017 – 13. November 2017  |          |
| Assistant Minister beim stellvertretenden Premierminister                   | Luke Hartsuyker            | NPA                              | 19. Juli 2016 – 20. Dezember 2017    |          |
| Assistant Minister beim stellvertretenden Premierminister                   | Damian Drum                | NPA                              | 20. Dezember 2017 – 5. März 2018     |          |
| Assistant Minister beim stellvertretenden Premierminister                   | Keith Pitt                 | NPA                              | 5. März 2018 – 28. August 2018       |          |
| Assistant Minister für Handel, Tourismus und Investitionen                  | Keith Pitt                 | NPA                              | 19. Juli 2016 – 20. Dezember 2017    |          |
| Assistant Minister für Handel, Tourismus und Investitionen                  | Luke Hartsuyker            | NPA                              | 20. Dezember 2017 – 5. März 2018     |          |
| Assistant Minister für Handel, Tourismus und Investitionen                  | Mark Coulton               | NPA                              | 5. März 2018 – 28. August 2018       |          |
| Assistant Minister im Schatzministerium                                     | Michael Sukkar             | LIB                              | 24. Januar 2017 – 28. August 2018    |          |
| Assistant Minister für Landwirtschaft und Wasservorräte                     | Anne Ruston                | LIB                              | 19. Juli 2016 – 28. August 2018      |          |
| Assistant Minister für Industrie, Innovation und Wissenschaft               | Craig Laundy               | LIB                              | 19. Juli 2016 – 20. Dezember 2017    |          |
| Assistant Minister für Einwanderung und Grenzschutz                         | Alex Hawke                 | LIB                              | 19. Juli 2016 – 20. Dezember 2017    |          |
| Assistant Minister für ländliche Gesundheit                                 | David Gillespie            | NPA                              | 19. Juli 2016 – 24. Januar 2017      |          |
| Assistant Minister für Gesundheit                                           | David Gillespie            | NPA                              | 24. Januar 2017 – 20. Dezember 2017  |          |
| Assistant Minister für Gesundheit und Altenfürsorge                         | Ken Wyatt                  | LIB                              | 19. Juli 2016 – 24. Januar 2017      |          |
| Assistant Minister für Soziales und Behinderte                              | Jane Prentice              | LIB                              | 19. Juli 2016 – 28. August 2018      |          |
| Assistant Minister für Soziales und multikulturelle Angelegenheiten         | Zed Seselja                | LIB                              | 19. Juli 2016 – 20. Dezember 2017    |          |
| Assistant Minister für Wissenschaft, Arbeitsplätze und Innovation           | Zed Seselja                | LIB                              | 20. Dezember 2017 – 28. August 2018  |          |
| Assistant Minister für Berufsausbildung und Qualifikationen                 | Karen Andrews              | LIB                              | 19. Juli 2016 – 28. August 2018      |          |
| Assistant Minister für Finanzen                                             | David Coleman              | LIB                              | 20. Dezember 2017 – 28. August 2018  |          |
| Assistant Minister für Inneres                                              | Alex Hawke                 | LIB                              | 20. Dezember 2017 – 28. August 2018  |          |
| Assistant Minister für Kinder und Familie                                   | David Gillespie            | NPA                              | 20. Dezember 2017 – 28. August 2018  |          |
| Assistant Minister für Umwelt                                               | Melissa Price              | LIB                              | 20. Dezember 2017 – 28. August 2018  |          |